# Chiesa di Santo Stefano (Lucinasco)
La chiesa di Santo Stefano è un luogo di culto cattolico situato nel comune di Lucinasco, lungo la strada provinciale 30, in provincia di Imperia.

## Storia

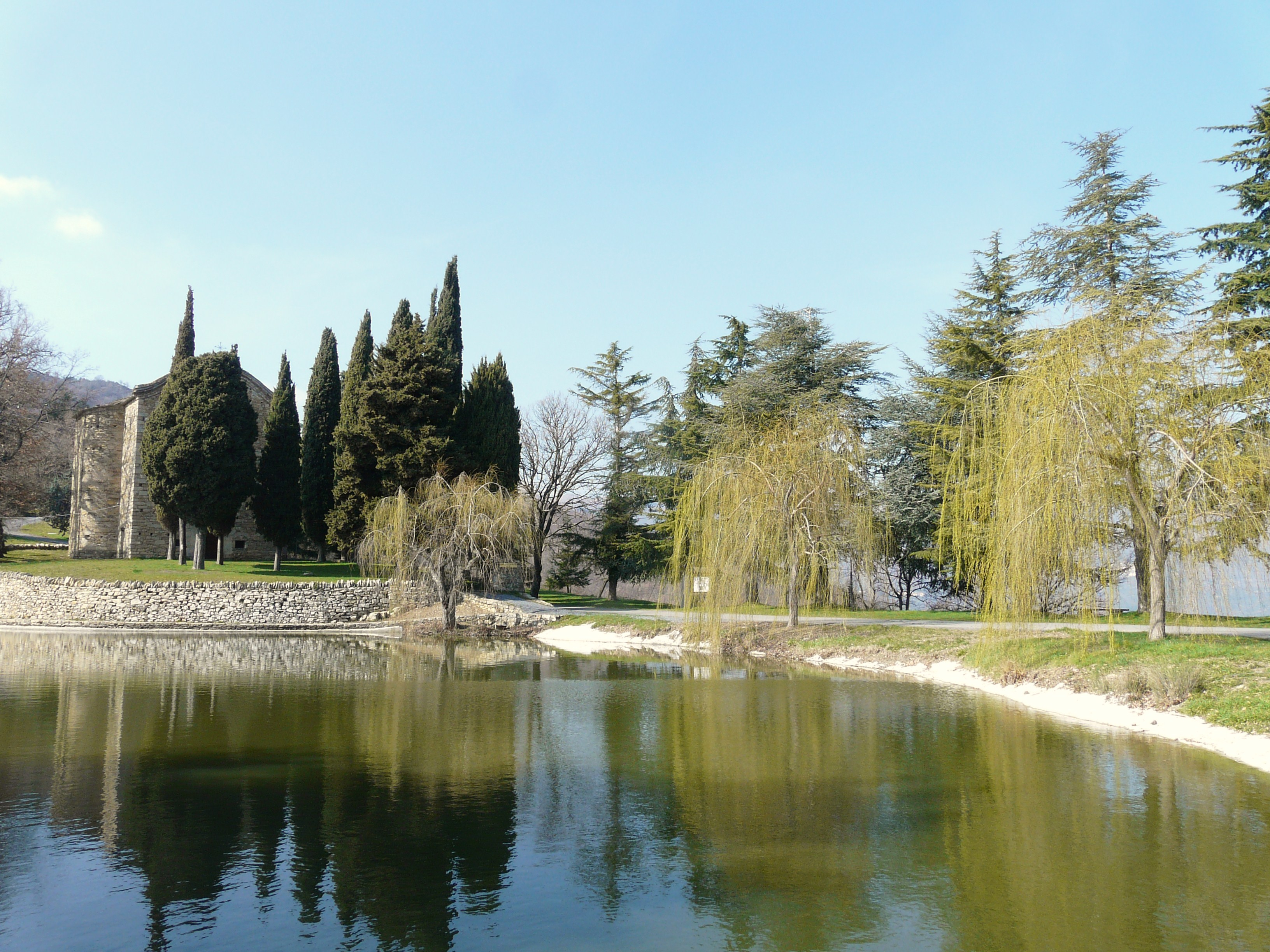
Il laghetto antistante la chiesa

La prima citazione ufficiale di quello che fu il primo edificio religioso, nonché primitiva parrocchia del borgo di Lucinasco, risale ad un documento datato al marzo 1281. Sottoposto alle cure della pieve del Maro fino al 1424, la chiesa di Santo Stefano, di dimensioni ridotte, fu sottoposta da tale anno ad una prima opera di ampliamento sotto la guida del rettore Pietro Domenico Guarnieri; i lavori terminarono nel corso del 1437.
La primitiva chiesa si presentava con due altari: il primo intitolato al santo protomartire, ornato dalla metà del XVI secolo di un dipinto attribuito al pittore Luca Cambiaso, e il secondo altare, laterale, dedicato a san Giovanni Battista.
Nella visita del 1585 del visitatore apostolico Lelio Garufo la chiesa di Santo Stefano aveva già perso la funzione parrocchiale, non si impartivano più i sacramenti e la cura d'anime diventandone, di fatto, una chiesa cimiteriale. Il titolo parrocchiale fu trasferito alla chiesa di Sant'Antonino in Lucinasco.
Fu durante un violento temporale che un fulmine, il 6 dicembre 1649, provocò ingenti danni alla chiesa che negli anni a seguire costrinse la comunità lucinaschese ad un provvidenziale e integrale recupero della struttura. In questa occasione straordinaria fu aggiunto il terzo altare intitolato all'abate Bernardo di Chiaravalle. Un altro fulmine, l'8 aprile 1810, provocò il crollo di buona parte della volta che successivamente fu ricostruita dai maestri Gio Batta Ramella di Borgoratto e Martino Blenta di Chiusavecchia.